# Prix littéraires du Gouverneur général 1993
Liste des Prix littéraires du Gouverneur général pour 1993, chacun suivi des finalistes.

## Français

### Prix du Gouverneur général: romans et nouvelles de langue française
- Nancy Huston, Cantique des plaines
- Esther Croft, Au commencement était le froid
- Robert Lalonde, Sept lacs plus au nord
- Rober Racine, Le Mal de Vienne
- Pierre Yergeau, Tu attends la neige, Léonard ?

### Prix du Gouverneur général: poésie de langue française
- Denise Desautels, Le Saut de l'ange
- Denise Boucher, Grandeur nature
- Roger Des Roches, La Réalité
- Madeleine Gagnon, La Terre est remplie de langage
- Serge Patrice Thibodeau, Le Cycle de Prague

### Prix du Gouverneur général: théâtre de langue française
- Daniel Danis, Celle-là
- Jasmine Dubé, Petit Monstre
- Gilbert Dupuis, Kushapatshikan

### Prix du Gouverneur général: études et essais de langue française
- François Paré, Les Littératures de l'exiguïté
- Léon Dion, Québec 1945-2000 : Les intellectuels et le temps de Duplessis
- Maurice Lemire, Formation de l'imaginaire littéraire au Québec 1764-1867
- Jean Terrasse, De Mentor à Orphée
- Andrée Yanacopoulo, Hans Selye ou la Cathédrale du stress

### Prix du Gouverneur général: littérature jeunesse de langue française - texte
- Michèle Marineau, La Route de Chlifa
- Yves Beauchemin, Antoine et Alfred
- Dominique Demers, Les grands sapins ne meurent pas
- Raymond Plante, Les Dents de la poule

### Prix du Gouverneur général: littérature jeunesse de langue française - illustration
- Stéphane Jorisch, Le Monde selon Jean de ...
- Francis Back, Des crayons qui trichent
- Michel Bisson, Thomas et la nuit
- Sheldon Cohen, Le Plus Long Circuit
- François Vaillancourt, Le Premier Voyage de Monsieur Patapoum

### Prix du Gouverneur général: traduction de l'anglais vers le français
- Marie José Thériault, L'Œuvre du Gallois
- Hervé Juste, Histoire de la sécurité sociale au Canada
- Charlotte Melançon, Grandeur et misère de la modernité

## Anglais

### Prix du Gouverneur général: romans et nouvelles de langue anglaise
- Carol Shields, The Stone Diaries
- Caroline Adderson, Bad Imaginings
- Thomas King, Green Grass, Running Water
- David Adams Richards, For Those Who Hunt the Wounded Down
- Carol Windley, Visible Light

### Prix du Gouverneur général: poésie de langue anglaise
- Don Coles, Forests of the Medieval World
- Claire Harris, Drawing Down a Daughter
- Monty Reid, Crawlspace: New and Selected Poems
- Douglas Burnet Smith, Voices from a Farther Room
- Patricia Young, More Watery Still

### Prix du Gouverneur général: théâtre de langue anglaise
- Guillermo Verdecchia, Fronteras Americanas
- Daniel MacIvor, House Humans
- Raymond Storey, The Saints and Apostles
- David Young, Glenn

### Prix du Gouverneur général: études et essais de langue anglaise
- Karen Connelly, Touch the Dragon
- Marq de Villiers, The Heartbreak Grape: A Journey in Search of the Perfect Pinot Noir
- Marian Fowler, In a Gilded Cage
- Jane Jacobs, Systems of Survival
- Noël Mostert, Frontiers

### Prix du Gouverneur général: littérature jeunesse de langue anglaise - texte
- Tim Wynne-Jones, Some of the Kinder Planets
- Mitzi Dale, Bryna Means Courage
- James Archibald Houston, Drifting Snow: An Arctic Search
- Carol Matas, Daniel's Story
- Shirley Sterling, My Name Is Seepeetza

### Prix du Gouverneur général: littérature jeunesse de langue anglaise - illustration
- Mireille Levert, Sleep Tight, Mrs. Ming
- Scott Cameron, Beethoven Lives Upstairs
- Marc Mongeau, There Were Monkeys in My Kitchen!
- Russ Willms, Brewster Rooster
- Leo Yerxa, Last Leaf First Snowflake to Fall

### Prix du Gouverneur général: traduction du français vers l'anglais
- D.G. Jones, Categorics One, Two and Three
- Jane Brierley, The Maerlande Chronicles
- Sheila Fischman, Following the Summer
- Linda Gaboriau, The Eye Is an Eagle
- Käthe Roth, The Last Cod Fish